# Asher Kuno
Asher Kuno, pseudonimo di Giovanni Mei (Milano, 27 settembre 1983), è un rapper italiano, membro del collettivo Spregiudicati.

## Biografia
Vive a Peschiera Borromeo in provincia di Milano.
Prima di entrare a far parte del collettivo lombardo Spregiudicati dal 2002, Kuno ha anche realizzato assieme Koge, Jack the Smoker e Bat la traccia Freestylo per Il Sonno Della Ragione di Zeus One. Nello stesso anno si fa conoscere nell'ambiente con il lavoro autoprodotto Cenere esplosiva, un demo, composto di 12 tracce, in cui collabora con Bat One, Jack the Smoker e Zampa tra gli altri.
Nel 2003 partecipa al disco L'Alba de La Creme, suoi compagni negli Spregiudicati.
Nel 2004 realizza il suo primo album solista, intitolato The Fottamaker, con le collaborazioni di Jack the Smoker, Ape, Rido MC, Zampa, Mistaman, Vacca, Gomez, Mondo Marcio, DJ Ronin, Bassi Maestro. Mace e Rubo si dividono le produzioni dell'album. Nello stesso anno partecipa a Esuberanza del collettivo Sano Business, al disco Riprendiamoci tutto di Bat One, all'album Il senso di Porno, Lupo solitario di Zampa e VH di Vacca. Degna di nota è, sempre nello stesso anno, la partecipazione alla finale nazionale del contest di battle di freestyle Tecniche Perfette dove Kuno riesce ad arrivare in semifinale perdendo contro il rapper partenopeo Clementino.
Nel 2005 assieme a Palla da Phella e DJ S.I.D. ha dato vita al progetto Da Bootsleg dove si alterna al microfono con Palla, su basi prodotte interamente da DJ S.I.D.. Le collaborazioni seguenti sono con Ape in Generazione di sconvolti, con Huga Flame in Notte e Giorno, con Kayl in Luther Blisset, oltre che con Malva & Dj Rex, Mr. Phil e Pesi Piuma. Sempre nel 2005 ha lavorato con DJ Kamo alla realizzazione del quarto capitolo della serie di mixtape intitolati On the Real, mentre nel 2006 ha realizzato alcune collaborazioni con Clementino, Zampa & Jack the Smoker, Palla & Lana.
Nel 2010 collabora insieme a Jack the Smoker ed Emis Killa all'EP Vivo e vero di Bassi Maestro nel brano Stupitude; successivamente collabora per il mixtape di Mone MC della Blocco Recordz.

## Discografia

### Demo
- 2002 – Cenere esplosiva[3]

### Album in studio
- 2004 – The Fottamaker
- 2008 – Rolling Flow (street album)[3]
- 2015 – Spregiudicato
- 2017 – Gemelli (con Ape)
- 2024 - Sapori Forti (con Non Dire Chaz)

### EP
- 2005 – Da Bootsleg (con Palla e DJ S.I.D.)[3]
- 2014 - Power Rappers (con Max Fogli e Gordo)

### Mixtape
- 2005 – On The Real Vol. 4 (con DJ Kamo)
- 2010 – HallWeedWood Stories Vol.1
- 2012 – HallWeedWood Stories Vol.2
- 2015 – HallWeedWood Stories Vol.3

### Collaborazioni
- 2000 - Zeus One feat. Koge, Jack the Smoker, Asher Kuno, Bat - Freestylo (da Il sonno della ragione)
- 2003 - Bassi Maestro feat. Asher Kuno, Bat, Jack the Smoker - La Bomba Remix 2003 (da Esuberanza)
- 2003 - La Crème feat. MDJ, Duein, Snake1, Asher Kuno, Bat, Gomez - Barre Pt. 2 (da L'alba)
- 2004 - Bat feat. Snake One, Gioba, Mista, Supa, Jack, Gomez, Asher Kuno - Barre Pt. 4 (da Riprendiamoci tutto)
- 2004 - Bat feat. Gomez, Asher Kuno, Jack the Smoker - Intorno a noi (da Riprendiamoci tutto)
- 2004 - Bat feat. Rido, Asher Kuno, Duein - Scelte (da Riprendiamoci tutto)
- 2004 - Porno feat. Asher Kuno, Bat - Devo Rischiare (da Il senso)
- 2004 - Vacca feat. Asher Kuno - Ichnusa Love - (da VH)
- 2004 - Zampa feat. Asher Kuno, Bat, Ape, Jack the Smoker, Gomez - Il Branco (da Lupo Solitario)
- 2005 - Ape feat. Asher Kuno - Serata maledetta (da Generazione di sconvolti)
- 2005 - Huga Flame feat. Asher Kuno - Sotto tiro (da Notte e Giorno)
- 2005 - Kayl feat. Asher Kuno, Bat - Veneri (da Luther Blisset)
- 2005 - Asher Kuno - Non si piega (da DJ Fede Presents Vibe Session Italian Hip Hop Finest)
- 2005 - Malva & Dj Rex feat. Canebullo, Asher Kuno, Bat - Smack Down! (da MakeNoize!)
- 2005 - MattManent e DBsk feat. Asher Kuno, DJ Narko - 100% (da Dedalo EP)
- 2005 - Mr. Phil feat. Jack the Smoker, Asher Kuno - Non ci fermi più (da Kill Phil)
- 2005 - Pesi Piuma feat. Da Bootsleg, TagliaLarga e Asher Kuno - Scherzi di cattivo gusto (da 126 libbre)
- 2005 - Kj Noone feat. Asher Kuno - Routine quotidiana (da Brotha Fight)
- 2006 - Zampa e Jack the Smoker feat. Kuno, Bat - T.U. (da Il suono per resistere)
- 2006 - Clementino feat. Asher Kuno, Jack the Smoker, Gomez - Linea diretta Mi.Na. (da Napolimanicomio)
- 2006 - Palla & Lana feat. Asher Kuno, Kaso - Non basta mai (da Applausi)
- 2006 - Mas-T feat. Asher Kuno - Rap Games (da Rap Games)
- 2006 - Inoki feat. Asher Kuno, Jack the Smoker & Mondo Marcio - È un gran viaggio (da The Newkingz Tape)
- 2009 - Albe Ok & Dema feat. Asher Kuno - Fa gridare (da Grezzo)
- 2009 - Emis Killa feat. Rayden & Asher Kuno - Iniorance Boy (da Keta Music)
- 2009 - Emis Killa feat.Asher Kuno - A bada (da Keta Music)
- 2010 - Mone Mc feat Asher Kuno - Uno fra tanti (da Monemc Mixtape)
- 2012 - Blema feat. Asher Kuno - SUPER (prod. EXO)
- 2013 - Il Nano feat. Sgarra, Jack the Smoker, Dope 1, Asher Kuno, Lakriss, Lazza, Mastarais, Giaime, Roman, Ufo e Reverendo - Giganti
- 2013 - Paskaman & Asher Kuno - 5:30 am Freestyle
- 2013 - Retraz feat Asher kuno e Capstan - Too Many Things to Do (da Rock the Block)
- 2013 - Uzi Junker feat Capstan, Asher Kuno e Paskaman - HWW Freestyle (da Underrated)
- 2013 - Eddy Virus feat Asher Kuno, Jack the Smoker e Paskaman - Mino Raiola (da Microchip City )
- 2014 - Paskaman feat. Jack the Smoker, Asher Kuno & Dari Mc - Ma però (da Dal baffo)